# Macronyx flavicollis
El bisbita abisinio (Macronyx flavicollis) es una especie de ave paseriforme de la familia Motacillidae endémica de Etiopía. No se reconocen subespecies.